# Negazionismo del genocidio cambogiano

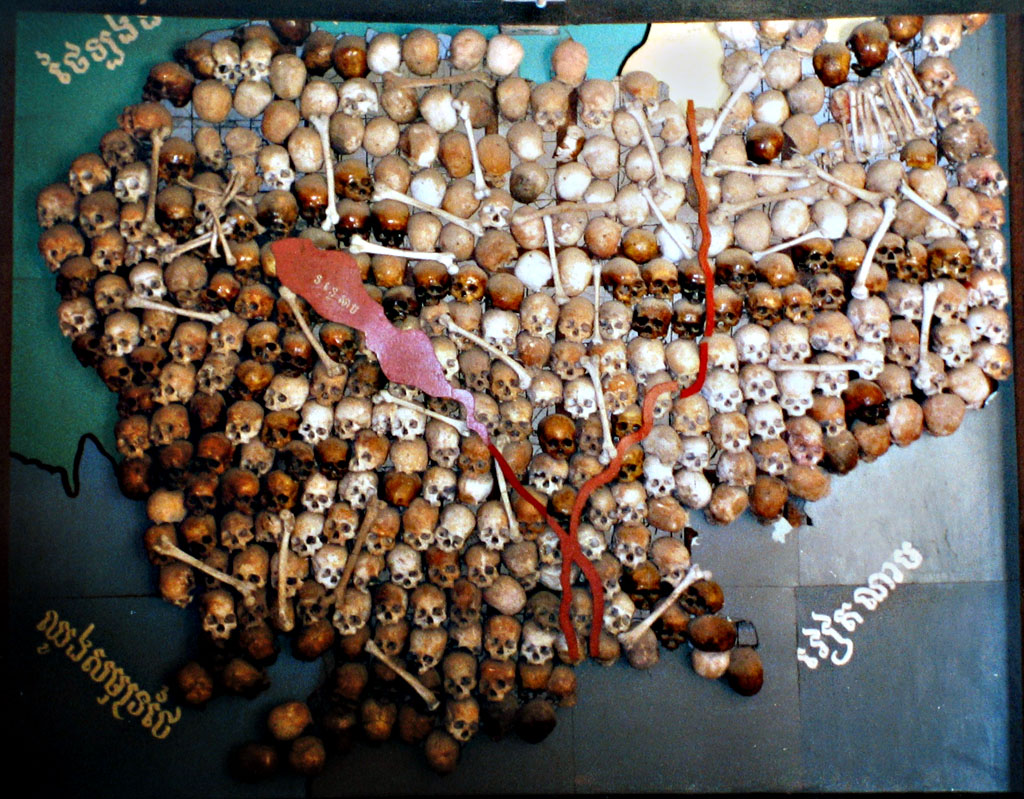
Mappa realizzata con i teschi delle vittime del regime, esposta presso S-21

Il negazionismo del genocidio cambogiano era un punto di vista espresso da alcuni studiosi occidentali secondo cui le voci delle atrocità commesse dagli khmer rossi (1975-1979) in Cambogia erano state ingigantite.
Alcuni accademici ed esperti sulla Cambogia, contrari al coinvolgimento degli Stati Uniti nella guerra del Vietnam, negarono o minimizzarono le violazioni dei diritti umani degli khmer rossi, definendo i resoconti come "storielle inventate dai rifugiati" oppure propaganda americana. Essi vedevano l'arrivo al potere del regime comunista degli khmer rossi come un cambiamento in meglio per il popolo cambogiano, che era stato danneggiato dalla guerra in Vietnam e dalla guerra civile cambogiana.
In America, invece, gli anticomunisti statunitensi e di altre parti del globo vedevano nel regime degli khmer rossi una conferma della loro credenza che la vittoria dei regimi comunisti nel sud-est asiatico avrebbe portato a un "bagno di sangue".
Lo studioso Donald W. Beachler, scrivendo a proposito della polemica riguardo alla vastità ed estensione delle atrocità degli khmer rossi, concluse che "molte delle opinioni espresse da accademici, agenti pubblicitari e politici sembravano faziose e motivate da fini politici" piuttosto che da sincera preoccupazione per il popolo cambogiano.
Con prove schiaccianti (inclusa la scoperta di 20000 fosse comuni) che provavano l'uccisione di un gran numero di persone — stimate tra uno e tre milioni di cambogiani — causate dagli khmer rossi, il negazionismo, così come i negazionisti e i difensori si sono ridotti molto in numero, mentre le controversie riguardo all'esatto numero di vittime causate dal regime degli khmer rossi continuano ancora oggi.
Nel contesto della guerra cambogiano-vietnamita (1978-1979), gli Stati Uniti praticarono ciò che il Washington Post definì la "diplomazia del tapparsi il naso" ((EN) hold-your-nose diplomacy), riconoscendo il regime degli khmer rossi come il legittimo governo cambogiano, pur aborrendo il loro "record del genocidio". La politica estera degli Stati Uniti era solidale con la Cina, la Thailandia e altri paesi del Sud-est asiatico, che erano contrari all'invasione vietnamita della Cambogia.

## Il contesto
Gli khmer rossi presero Phnom Penh, la capitale della Cambogia il 17 aprile 1975 e immediatamente ordinarono a tutti i residenti di evacuare la città. "Tra i due e i tre milioni di residenti di Phnom Penh, Battambang, e altre grandi città furono costretti dai comunisti a dirigersi nelle campagne;... privi di riserve organizzate di cibo, acqua, riparo, sicurezza e cure mediche". L'evacuazione probabilmente provocò 100.000 morti. Gli ex-abitanti delle città furono assegnati a campi di rieducazione, chiamati "nuovi insediamenti". I precedenti dipendenti del governo furono uccisi. Nel giro di poco tempo, secondo i giornalisti, la Cambogia cominciò a rassomigliare a "un gigantesco campo di prigionia in cui gli ex-sostenitori del precedente regime lavoravano fino alla morte con pochissimo cibo e duro lavoro".
Gli khmer rossi sorvegliavano il confine con la Thailandia e solo poche migliaia di rifugiati riuscirono a raggiungere la Thailandia in sicurezza. Poiché praticamente a nessun occidentale fu consentito di visitare la Cambogia, questi rifugiati, insieme ai media ufficiali cambogiani, furono le principali fonti di notizie riguardo alle condizioni in Cambogia durante i quattro anni del regime della Kampuchea Democratica.

## La "Visione Totale Standard Accademica" (VTSA)
Beachler ha analizzato il dibattito nato alla fine degli anni '70 riguardo alle caratteristiche del regime degli khmer rossi. "Molti di coloro che erano stati contrari alle azioni militari in Vietnam e Cambogia temevano che le storie di omicidi e miseria relative al regime degli khmer rossi potessero dar ragione a coloro che avevano supportato le operazioni del governo degli Stati Uniti tese a fermare la diffusione del comunismo. I conservatori puntavano alle azioni degli khmer rossi come prove dei mali intrinseci del comunismo e la prova che gli Stati Uniti avevano fatto bene a combattere la loro lunga guerra contro i comunisti nel Sud-est asiatico;..."
Nonostanze le testimonianze oculari di giornalisti prima dell'espulsione durante i primi giorni del governo degli khmer rossi, e le successive testimonianze dei rifugiati, molti accademici di Stati Uniti, Regno Unito, Francia, Australia e di altri paesi esprimevano giudizi positivi sugli khmer rossi o perlomento erano scettici riguardo alle storie delle loro atrocità. Comunque a nessuno di loro fu consentito di visitare la Cambogia sotto il regime degli khmer rossi e pochi potettero parlare con i rifugiati; molti credevano che le loro storie fossero state ingigantite oppure fossero false.
Alcuni studiosi occidentali credevano che gli khmer rossi avrebbero liberato la Cambogia dal colonialismo, dal capitalismo e dalle devastazioni dei bombardamenti americani e dell'invasione durante la guerra in Vietnam. Lo studioso cambogiano Sophal Ear chiamò gli accademici che erano dalla parte degli khmer rossi con l'acronimo "Visione Totale Standard Accademica" della Cambogia (VTSA). I "membri" della VTSA, che Sophal Ear credeva includesse, tra i suoi sostenitori, anche tutti gli studiosi cambogiani trasferitisi in Occidente, "si auspicavano, più che altro, una storia socialista di successo con tutti gli ingredienti romantici di contadini, lotta all'imperialismo e rivoluzione." Lo scrittore William Shawcross era un altro critico degli accademici VTSA. Le idee di Shawcross furono appoggiate e riassunte dall'attivistà per i diritti umani David Hawk: l'Occidente era indifferente di fronte alle atrocità che avevano luogo in Cambogia a causa dell'"influenza degli accademici pacifisti sulla sinistra americana che sminuirono le azioni degli khmer rossi, disprezzarono i resoconti dei rifugiati successivi al 1975, e criticarono aspramente i giornalisti che avevano raccolto quelle storie."
La disputa riguardante gli khmer rossi si inasprì a febbraio del 1977 con la pubblicazione di parti del libro di John Barron ed Anthony Paul sul Reader's Digest. Basandosi su approfondite interviste con i rifugiati cambogiani, Barron e Paul stimarono che, su una popolazione di circa 7 milioni di persone, 1,2 milioni di cambogiani erano morti di fame, stenti o per essere stati uccisi nell'arco di meno di due anni del regime degli khmer rossi.  Un altro libro, pubblicato quasi contemporaneamente, fu quello di François Ponchaud dal titolo Cambogia anno zero. Ponchaud, un prete francese, aveva vissuto in Cambogia e parlava la lingua ufficiale del paese, lo khmer. Tra le altre cose, dipinse anche un quadro ritraente alcuni omicidi di massa compiuti dagli khmer rossi. Il 31 marzo 1977 lo studioso francese Jean Lacouture, che in precedenza era stato un simpatizzante degli khmer rossi, recensì positivamente il libro di Ponchaud sulla rivista The New York Review of Books.

## L'incontro organizzato da Solarz
Il 3 maggio 1977 il membro del Congresso degli Stati Uniti Stephen Solarz organizzò un incontro della Camera dei rappresentanti incentrato sulla Cambogia. I testimoni erano Barron e tre accademici esperti di questioni cambogiane: David P. Chandler, che sarebbe diventato forse il maggiore studioso americano della Cambogia, Peter Poole e Gareth Porter. Chandler credeva che il "bagno di sangue" fosse una descrizione accurata della situazione, senza alcuna esagerazione. Porter affermò che le storie delle atrocità degli khmer rossi erano state ingigantite.  Porter era il più sincero degli accademici. Aveva scritto insieme a George Hildebrand il libro Cambodia: Starvation and Revolution, un libro in cui gli khmer rossi sono descritti molto positivamente. Porter definì le testimonianze che riferivano di un milione e più di cambogiani morti come estremamente esagerate. Egli affermò: "Non posso accettare la premessa;... che un milione di persone sono state sistematicamente uccise o che il governo della Cambogia stia sistematicamente sterminando il suo popolo." Egli definì le storie raccontate dai rifugiati sulle atrocità degli khmer rossi e raccolte nei libri di Barron e altri come delle dicerie di seconda mano. Essendogli state chieste le fonti, Porter citò i lavori di un altro appartenente alla VTSA, Ben Kiernan, il direttore di una pubblicazione australiana simpatizzante per gli khmer rossi. Porter non menzionò mai di aver parlato con alcuno dei rifugiati cambogiani al fine di poter valutare lui stesso le storie.
Solarz, che aveva visitato i campi dei rifugiati cambogiani e aveva ascoltato le storie dei rifugiati sulle atrocità degli khmer rossi, definì i tentativi di giustificare gli khmer rossi e di spiegarne le azioni come "codarde e indegne" e le paragonò ai tentativi di giustificare il massacro degli ebrei compiuto da Adolf Hitler durante la seconda guerra mondiale.

## Chomsky e Herman

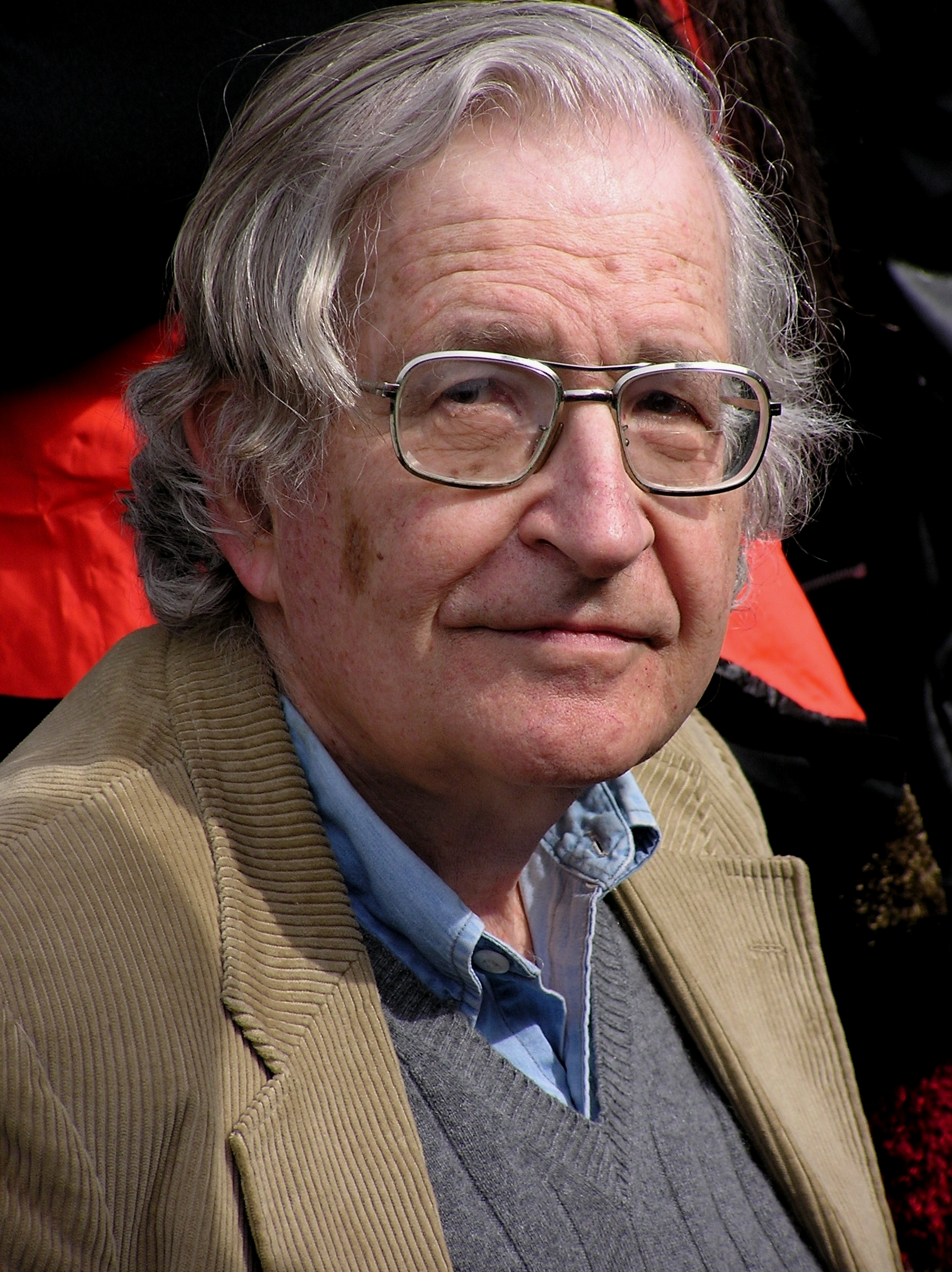
Noam Chomsky

Anche gli accademici Noam Chomsky ed Edward S. Herman esaminarono le contrastanti versioni sulla situazione in Cambogia nel 1977. Il 6 giugno 1977 Chomsky e Herman pubblicarono l'articolo su The Nation che esprimeva idee in contrasto con quelle espresse da Barron e Paul, Ponchaud, così come Porter e Hildebrand, e in articoli e testimonianze di Butterfield, Bragg, Kahin, Cazaux, Shanberg, Tolgraven e altri. La loro conclusione era: "Noi non pretendiamo di sapere dove si trova la verità tra questi giudizi in aspro conflitto; piuttosto, vorremmo mettere in evidenza alcuni punti di vitale importanza. Ciò che viene propinato al pubblico americano è una versione molto distorta delle prove disponibili, che ingigantiscono le presunte atrocità degli khmer rossi e che trascurano o ignorano il ruolo determinante degli Stati Uniti, in modo diretto o indiretto, nel tormento che la Cambogia ha sofferto."
Chomsky e Herman notarono le informazioni contrastanti nelle varie testimonianze, e affermarono che dopo il "fallimento degli sforzi americani di sottomettere il Vietnam del Sud e di sopprimere i movimenti popolari nel resto dell'Indocina" che era allora in atto "una campagna per ricostruire la storia di questi anni in modo da mettere in buona luce il ruolo degli Stati Uniti". Questa riscrittura della storia dalla stampa dell'establishment faceva largo uso delle "storie di atrocità comuniste, le quali non solo provavano i mali del comunismo ma minavano la credibilità di coloro che si opponevano alla guerra e potevano interferire con le future crociate per la libertà." Scrissero che le storie di rifugiati sulle atrocità degli khmer rossi dovrebbero essere trattate con grande "cura e cautela" poiché "i rifugiati erano spaventati e indifesi, alla mercé di forze straniere. Essi normalmente tendono a offrire testimonianze di ciò che i loro interlocutori vogliono sentire."
Al fine di avvalorare le loro affermazioni, Chomsky e Herman criticarono il libro di Barron e Paul Murder of a Gentle Land per aver ignorato il ruolo del governo degli Stati Uniti nel creare quella situazione, affermando: "Quando parlano dell'omicidio di una terra gentile, non si riferiscono agli attacchi con i B-52 sui villaggi o il bombardamento sistematico e i rastrellamenti omicidi delle truppe americane o di forze organizzate e fornite dagli Stati Uniti, in una terra che era stata in buona parte pacificata prima dell'attacco americano". Essi forniscono molti esempi che mostrerebbero che "il lavoro di Barron e Paul non regge a un'analisi più accurata" e concludono che "è una buona generalizzazione affermare che maggiore è il numero di morti attribuite agli khmer rossi, più il ruolo degli Stati Uniti viene messo in seconda luce, e maggiore il pubblico che verrà raggiunto. Il libro di Barron e Paul è uno scritto propagandistico di terza categoria, ma il loro focalizzarsi sul terrore comunista assicura loro un pubblico enorme."
Chomsky e Herman apprezzarono e criticarono il libro di Ponchaud Cambogia anno zero, scrivendo che era "serio e degno di nota" e "il lettore serio ci troverà abbastanza per renderlo alquanto preoccupato." Nell'introduzione all'edizione americana del libro, Ponchaud rispose a una lettera personale di Chomsky, affermando: "Lui [Chomsky] mi ha scritto una lettera il 19 ottobre 1977 in cui mi faceva notare come il libro [Cambogia anno zero] era stato usato come strumento di propaganda antirivoluzionaria. Mi sono ritenuto in dovere di 'dirimere la massa di bugie' riguardo alla Cambogia -- in particolare, secondo lui, quelle messe in giro da Anthony Paul e John Barron nel libro Murder of a Gentle Land."

Una risposta diversa apparve nell'introduzione dell'edizione per il Regno Unito del libro di Ponchaud. 
 "Anche prima che il libro venisse tradotto, esso fu pesantemente criticato dal signor Noam Chomsky [in riferimento allo scambio epistolare con Silvers e alla recensione citata alla nota 100] e dal signor Gareth Porter [riferimento a May Hearings]. Questi due "esperti" dell'Asia asseriscono che io stia maliziosamente cercando di convincere gli altri che la Cambogia fu affogata in un mare di sangue dopo la partenza degli ultimi diplomatici americani. Dicono che non ci sono stati massacri, e danno la colpa della tragedia del popolo cambogiano ai bombardamenti americani. Mi accusano di non essere abbastanza critico nel mio approccio verso le testimonianze dei rifugiati. Secondo loro, le testimonianze dei rifugiati non sono una fonte attendibile;... "Dopo un'inchiesta di questo tipo, è sorprendente vedere che "esperti" che hanno parlato con pochi o nessuno dei rifugiati farebbero meglio a lasciare la loro influente posizione in un qualsiasi studio sulla Cambogia moderna. Questi esperti baserebbero piuttosto i loro argomenti sul ragionamento: se qualcosa sembra impossibile alla loro logica personale, allora non esiste. Le loro uniche fonti di valutazione sono affermazioni ufficiali scelte deliberatamente. Dov'è quest'approccio critico che loro accusano altri di non avere?"
Lo studioso della Cambogia Bruce Sharp criticò l'articolo di Chomsky e Herman pubblicato su Nation, così come il loro lavoro successivo After the Cataclysm (1979), affermando che sebbene Chomsky e Herman avessero aggiunto avvertenze riguardo alla limitata conoscenza dei fatti e riguardo alla natura dei regimi dell'Indocina, essi espressero una serie di idee attraverso i loro commenti e l'uso di varie fonti. Per esempio, Chomsky descrisse il libro di Porter e Hildebrand come "uno studio documentato con cura dell'impatto distruttivo dell'America sulla Cambogia e il successo dei rivoluzionari cambogiani nel contrastarlo, fornendo un'immagine molto positiva dei programmi e delle politiche e basandosi su un'ampia gamma di fonti." Ciononostante Sharp scoprì che 33 delle 50 citazioni di un capitolo del libro di Porter e Hildebrand derivavano dal governo degli khmer rossi e sei dalla Cina, il principale alleato degli khmer rossi.
Il corrispondente per la Cambogia Nate Thayer affermò, riguardo all'articolo di Chomsky e Herman apparso su Nation, che loro "mettevano in dubbio la credibilità delle notizie che riuscivano a filtrare dalla Cambogia attraverso i rifugiati sui massacri in corso e attaccavano crudelmente gli autori delle testimonianze che indicavano che molti in Cambogia stavano soffrendo sotto quel regime."
Il giornalista Andrew Anthony dell'Observer di Londra, affermò in seguito che il libro di Porter e Hildebrand  "codardamente ripeteva le bugie degli khmer rossi per produrre l'immagine di una specie di idillio bucolico."  Chomsky - affermò - mise in dubbio le "testimonianze dei rifugiati", credendo che  "le loro storie fossero ingigantite o fasulle, progettate per i media occidentali che portavano avanti una 'vasta e inedita campagna di propaganda' contro il governo degli khmer rossi, 'inclusa una sistematica distorsione della verità'".
Beachler cita anche alcune testimonianze secondo cui i tentativi di Chomsky di smentire le accuse delle atrocità degli khmer rossi comprendevano anche l'invio di lettere a direttori di giornali e a pubblicazioni. Egli affermò: "Esaminando il materiale presente negli archivi del Centro cambogiano di documentazione, il commentatore americano Peter Maguire scoprì che Chomsky aveva scritto a editori come Robert Silver, del giornale New York Review of Books al fine di sollecitarlo a non dar credito alle storie di atrocità. Maguire afferma che alcune di queste lettere sono lunghe anche venti pagine, e che erano dai toni persino più forti delle parole pubblicate da Chomsky." Anche il giornalista Fred Barnes afferma che Chomsky aveva scritto una lettera o due al New York Review of Books. Barnes parlò con Chomsky degli khmer rossi e "il succo di ciò che Chomsky disse era che non c'erano prove di omicidi di massa" in Cambogia. Chomsky, secondo Barnes, credeva che "le storie di un olocausto in Cambogia fossero solo propaganda."
Il giornalista Christopher Hitchens, invece, difese Chomsky e Herman. Essi "erano intenti a cercare di distinguere le prove dalle interpretazioni." Chomsky e Herman hanno continuato ad asserire che la loro analisi della situazione in Cambogia era sincera e basata sulle informazioni che allora erano disponibili, ed era una legittima critica delle disparità nel riportare le atrocità commesse dai regimi comunisti rispetto alle atrocità commesse dagli Stati Uniti e dai loro alleati.

## Gunnar Bergström e l'SKFA
Nell'agosto del 1978, lo svedese Gunnar Bergström, all'epoca presidente dell'SKFA (Sweden-Kampuchea Friendship Association) e ardente sostenitore degli khmer rossi, fu il primo occidentale e uno dei pochi a cui fu consentito, insieme ad altri tre svedesi, di visitare la Kampuchea Democratica. In quell'occasione cenarono anche con Pol Pot.
All'epoca Gunnar Bergström aveva solo 27 anni ed era un idealista di sinistra, che realmente credeva che le notizie di turni di lavoro estenuanti, carestie e omicidi di massa fossero solo "propaganda occidentale". Durante il viaggio videro "contadini sorridenti", e una società sulla via per diventare "una società ideale,...senza oppressori". Quando tornarono in Svezia, parteciparono a dibattiti e scrissero articoli a favore del regime della Kampuchea Democratica.
Le testimonianze che emersero dopo il crollo del regime scioccarono Bergström, facendogli cambiare idea. Disse che era stato come "cadere da un albero", e che doveva "reidentificare tutto ciò in cui aveva creduto". In interviste successive, riconobbe di essersi sbagliato, che si era trattato di un "viaggio propagandistico" e che lo avevano portato a vedere ciò che volevano vedesse.
Successivamente Gunnar Bergstrom tornò in Cambogia per un "grande viaggio del perdono". In un incontro con alcuni studenti delle scuole superiori di Phnom Penh il 12 settembre 2016, consigliò a tutti di studiare la storia e affermò che una rivoluzione comunista pacifica è semplicemente irrealizzabile.

## L'omicidio di Malcolm Caldwell
Malcolm Caldwell era un accademico britannico che aveva scritto molto sulla Cambogia, incluso, pochi mesi prima di morire, un articolo sul The Guardian in cui erano giudicate non veritiere le testimonianze che parlavano di genocidio cambogiano.  Caldwell faceva parte di una delegazione di tre scrittori occidentali, ossia due americani, Elizabeth Becker e Richard Dudman, e Caldwell, che erano stati invitati in Cambogia nel dicembre 1978. L'invito era, a quanto pare, un tentativo di Pol Pot, leader degli khmer rossi, di migliorare la loro immagine in Occidente, anche se è stato messo in dubbio da alcuni dei suoi precedenti simpatizzanti che il fine di Pol Pot fosse in realtà quello. Il 22 dicembre Caldwell incontrò Pol Pot in privato e ritornò "euforico" all'hotel di Phnom Penh in cui i tre membri della delegazione alloggiavano. Durante la notte, Becker si svegliò a causa dello sparo di un'arma da fuoco e vide un cambogiano con una pistola fuori dalla stanza d'albergo. Poco dopo fu consentito dalle guardie a lei e Dudman di uscire dalle loro stanze e scoprirono il corpo di Caldwell. Era stato assassinato. Vi era anche il corpo di un uomo cambogiano nella sua stanza.
L'omicidio di Caldwell non è ancora stato chiarito del tutto. Quattro guardie cambogiane furono arrestate e due di loro "confessarono" sotto tortura. Affermarono: "L'avevamo ucciso per rovinare l'immagine del partito degli khmer rossi, per impedire al partito di farsi amici nel mondo;... sarebbe stato sufficiente aggredire l'ospite inglese, dal momento che aveva scritto a favore del nostro partito... Quindi dobbiamo assolutamente riuscire ad aggredire l'ospite inglese, affinché gli ospiti americani ne scrivano una volta tornati in patria."   Qualunque fosse il motive dietro l'omicidio di Caldwell, sembra improbabile che possa essersi verificato nell'ambiente ipercontrollato della Cambogia senza il coinvolgimento di alti ufficiali degli khmer rossi.
La notizia della visita di Caldwell e della sua uccisione fu coperta dal clamore dovuto all'inizio dell'invasione vietnamita della Cambogia tre giorni dopo, il 25 dicembre 1978, che pose fine al regime degli khmer rossi. Le simpatie per gli khmer rossi silenziosamente svanirono tra gli accademici occidentali. Peter Rodman, un esperto di politica estera americana, affermò che "quando Hanoi attaccò Phnom Penh, divenne subito rispettoso per molti di sinistra 'riscoprire' le caratteristiche omicide degli khmer rossi; caratteristiche che erano ovvie già da anni a osservatori imparziali."

## Successive ritrattazioni
Con l'invasione della Cambogia da parte del Vietnam nel 1979 e la scoperta di prove inconfutabili delle atrocità degli khmer rossi, incluse fosse comuni, "le storie raccontate dai rifugiati", che erano state messe in dubbio da molti accademici occidentali, si dimostrarono in tutto e per tutto vere. Alcuni precedenti estimatori degli khmer rossi ritrattarono le loro idee e affermazioni, altri spostarono la loro attenzione su altri temi, mentre pochi altri continuarono a difendere gli khmer rossi.
In un dibattito al vetriolo con William Shawcross sul The New York Review of Books del 20 luglio 1978, Gareth Porter scrisse che "è vero, come fa notare Shawcross dalla mia testimonianza al congresso del maggio 1977, che ho cambiato idea su molti aspetti della situazione in Cambogia. Non sono interessato a difendere tutto ciò che il regime degli khmer rossi fa, e credo che la politica di autosufficienza sia stata così radicale da imporre costi inutili al popolo cambogiano. Shawcross, però, chiaramente ha interesse a rigettare le nostre conclusioni. Secondo me è ora per lui di esaminarle con cura, poiché non è un comportamento che privilegia l'onestà intellettuale."  Shawcross rispose, "Ero felice di riconoscere nel mio articolo che il signor Porter aveva cambiato idea sugli khmer rossi ed è un tributo alla sua integrità che lui adesso riconosca che gli khmer rossi hanno imposto 'costi inutili' al popolo cambogiano. Però dovrebbe essere un po' più cauto prima di accusare altri di falsificare le prove di proposito e di disonestà intellettuale."
Nel 2010 Porter disse che aveva aspettato molti anni prima che qualcuno gli chiedesse delle sue precedenti opinioni sugli khmer rossi. Egli affermò che il clima di diffidenza nei confronti del governo generato durante la guerra in Vietnam si trasmise alla Cambogia. "Ho scoperto una serie di esempi in cui gli ufficiali del governo facevano propaganda [sulla guerra in Vietnam]. Loro mentivano" - spiegò - "Ero conscio da anni di essere colpevole di arroganza intellettuale. Avevo avuto ragione riguardo ai massacri in Vietnam, perciò credevo di avere ragione anche riguardo alla Cambogia".
L'australiano Ben Kiernan cambiò idea dopo aver intervistato 500 rifugiati cambogiani nel 1979. Ammise di "aver compreso troppo tardi l'entità della tragedia cambogiana"... e di essersi sbagliato;... la brutale tendenza autoritaria all'interno dei movimenti rivoluzionari successivi al 1973".
Secondo Donald W. Beachler, gli accademici negazionisti e scettici del genocidio potrebbe aver agito per ragioni politiche piuttosto che per onore della verità, ma i conservatori che "videro di buon occhio le testimonianze" delle atrocità degli khmer rossi non avevano meno "cinismo o ingenuità" nel loro minimizzare le testimonianze di atrocità commesse dagli anticomunisti nell'America centrale. Notò che l'atteggiamento solidale verso gli khmer rossi era stato espresso anche dal governo e dai politici degli Stati Uniti per una dozzina d'anni dopo che il regime cadde a gennaio del 1979, come parte della denigrazione nei confronti dell'occupazione vietnamita della Cambogia negli anni '80. Gli Stati Uniti furono uno dei paesi che votò per la conservazione dei seggi del regime della Kampuchea Democratica fino al 1991. Bruce Sharp, che ha fatto notare i nostri errori sull'analisi di Chomsky, afferma anche che "mentre i commenti di Chomsky sulla Cambogia sono fuorvianti e inaccurati, un punto importante dovrebbe essere tenuto a mente: le azioni degli Stati Uniti erano in buona parte responsabili per la crescita degli khmer rossi."
Alcuni autori hanno continuato a minimizzare le atrocità degli khmer rossi persino in anni recenti. Richard Dudman, il quale accompagnò Caldwell in Cambogia, mise in discussione "lo stereotipo second cui Pol Pot e gli khmer rossi fossero fanatici irrazionali che compirono deliberati atti di genocidio e massacrarono più di un milione di cambogiani" in un editoriale del 1990 apparso sul New York Times, affermando che "le prove di queste credenze fissate consistevano principalmente in aneddoti commoventi e statisticamente inconsistenti di esecuzioni di massa in una manciata di villaggi. Provengono principalmente da coloro che hanno interesse a sporcare il nome degli khmer rossi: dai rifugiati cambogiani, in buona parte composti da vittime delle classi medio-alte della rivoluzione di Pol Pot, e dai vietnamiti". Nel 2012, il giornalista Israel Shamir scrisse un articolo dal titolo Pol Pot Revisited per la rivista americana online di sinistra CounterPunch in cui sosteneva:

"La nuova Cambogia (o Kampuchea, come era chiamata) sotto Pol Pot e i suoi compagni era un incubo per i privilegiati, i ricchi e i servi; ma i poveri avevano abbastanza cibo e si insegnò loro a leggere e scrivere. Per quanto riguarda gli omicidi di massa, queste sono solo storie horror, affermarono i miei interlocutori cambogiani. Di sicuro i contadini vittoriosi spararono a ladri e spie, ma molti altri morirono a causa delle mine piantate dagli americani e durante la successiva presa di potere da parte dei vietnamiti. Noam Chomsky affermò che il carico di morti potrebbe essere stato gonfiato 'di un fattore di un migliaio'...; A me questo fa venire in mente altre storie finanziate dalla CIA di atrocità rosse, come ad esempio le Grandi purghe oppure l'Holodomor in Ucraina;... [I vietnamiti] finanziarono la leggenda nera del genocidio per giustificare il loro intervento sanguinario."
Nel 2013, il primo ministro cambogiano Hun Sen emanò una legge che proibisce il negazionismo del genocidio cambogiano e altri crimini di guerra commessi dagli khmer rossi. La legge fu approvata dopo le esternazioni di un membro dell'opposizione, Kem Sokha, presidente del Partito nazionale di soccorso cambogiano. Sokha ha affermato che gli oggetti esposti a Tuol Sleng erano falsi ed erano stati creati ad arte dai vietnamiti in seguito all'invasione del 1979. Il partito di Sokha affermò che le sue esternazioni erano state tolte dal loro contesto.

## Disputa sul numero di vittime
Le stime del numero di cambogiani che morirono durante i quattro anni del regime degli khmer rossi sono contrastanti e vanno da meno di un milione a più di 3 milioni. Kiernan, a capo del Progetto genocidio cambogiano dell'Università Yale, ha stimato che gli khmer rossi erano responsabili dei 1,5 milioni di morti e successivamente alzò il numero a 1,7 milioni, più del 20% della popolazione cambogiana. Il suo vice, Craig Etcheson, intraprese la più completa indagine sulle fosse comuni e sulle prove di esecuzioni in Cambogia e nel 1999 concluse che agli 1,5 milioni di persone sarebbero da aggiungere altri 1,5 milioni di morti per fame e lavoro eccessivo.  Kiernan criticò Etcheson per "sciatteria, arrivando a un terrificante numero di morti", e per "vendita all'asta etnica". Il lavoro di Etcheson fu rimosso dal sito web del Progetto genocidio cambogiano.